# Закупне
Заку́пне (кол. Закупна) — селище в Україні, у Кам'янець-Подільському районі Хмельницької області. Адміністративний центр Закупненської селищної  територіальної громади.
Селище розташоване на річці Жванчик, на території національного природного парку «Подільські Товтри». Залізнична станція Закупне на лінії Ярмолинці — Копичинці.

## Назва
Є кілька версій походження цієї назви. Найточніша із усіх пов'язана із словом «купи». На території села знаходяться Товтрові кряжі. Місцеве населення називало ці кряжі за їх конусоподібну форму — купами. Село, що виникло в цій місцевості, дістало назву Закупне, тобто за купами.
Інша версія, «Закупно» (Закупне) — українське слово, що означає куплений (-на). У слов'янських мовах існує також слово «закупно» (у купі), що означає хутір (невелике поселення).
Історичні мікротопоніми: Стара Закупна, ЮЗ, Поле, Станція, Дома.

## Географія
Через Закупне проходить товтровий кряж Медобори. Товтри: Лиса, Замчисько, Баба, Шибениця, Довга, Кругла, Стінка, Ріжок, Велика Куциха та Мала Куциха, Ксєнжа.
Попід горою Баба протікає річка Жванчик. На захід від Закупного є лісовий масив (499 га) — зона відпочинку, зі східної сторони межу з селом Кутківці. Через Закупне проходить автошлях регіонального значення Р48 Кам'янець-Подільський — Сатанів.

Замчище
Баба
Шибениця  та Кругла
Вигляд на товтру Ріжок

### Клімат
Середня температура січня: −5,5°. Середня температура липня: +18,4°. Кількість опадів: 580 мм на рік. Закупне знаходяться в межах вологого континентального клімату із теплим літом. Але діяльність людини призводить до поганих змін та глобального потепління. Рівень наповнення річок водою в області становить лише 20 % від необхідного стандарту, значна частина земної поверхні стає посушливою. Для покращення ситуації варто було б відновлювати екосистеми та лісові насадження.

## Адміністративний поділ
Кам'янецький повіт, Вільховецька волость, Закупненська селищна громада
Було селом, що входило до Кутковецької сільської ради. У 1925 в Закупній утворено сільську раду. З 1972 Закупній надано статус селища міського типу.

## Історичні відомості

### Археологічні відомості
На території селища є пам'ятки черняхівської культури. На горі Замчисько знаходилось руське городище, знищене Солодовим Буняком. У кін. 19 ст. ще було видно залишки.

### Історія
Засноване на початку 18 століття. Закупне — виникло на кутковецьких землях і мало спільну з Кутківцями історію.
У 18 ст. Закупне належало разом з гусятинським «ключем» Потоцьким. З 1770 — покутинському старості Каєтану Ковальковському (1740— ?). Донька Ковальковського Маріана (1770 — вийшла заміж за красноставського старосту Августа Кіцького (1754—1824) і отримала ці села в посаг, таким чином Кутківці з Закупною перейшли до Кіцьких. Після смерті Юзефа Кіцького — до його брата Станіслава (1760—1811, Кутківці), одружений з Вікторією Тарновською (1760—1811, Кутківці). Пізніше до його сина Яна Кіцького. Його донька вийшла заміж за Кучальського. Пізніше поселення були за борги виставлені на аукціон і їх купив  Микола Виноградський а від нього успадкував Олександр Миколайович Виноградський. Закупна належала до Кіцьких, Кучальських, a в 1870 до Виноградських.
На основі маніфесту від 19 лютого 1861 року 303 кріпаки села Закупна стали особисто вільними. Проте реформа не поліпшила економічний стан селян. Лише 16 селянських дворів одержали польові наділи від 6-9 десятин землі, 56 дворів – по 4 десятини.

### XX століття
До 1914 р. в селі не було школи, діти здобували освіту в однокласному міністерському училищі в Кутківцях, яке було одним з найбільших сіл Вільховецької волості Подільської губернії. У 1912 році з ініціативи земства почалося будівництво школи, яка була відкрита в 1914 р.
На території Вільховецької волості не було медичного закладу, тому населення зверталося за допомогою до місцевих знахарів. З початком Першої світової війни з Закупної було мобілізовано 46 чоловік до дійової армії, з них 12 загинуло на фронті. У 1915 в зв'язку з воєнними діями було почато будівництво залізниці Ярмолинці — Гусятин через Закупне. З цього часу Закупне стає залізничною станцією.
22 лютого 1918 р. в Закупну  увійшли австро-німецькі війська.
Внаслідок поразки визвольних змагань на початку XX століття, село надовго окуповане російсько-більшовицькими загарбниками.
Грубе адміністрування більшовицько-комуністичного режиму примушувало населення до створення колгоспу. Так у 1930 на загальних зборах села було прийнято рішення створити колгосп. Господарство було названо «Нове життя». Першими членами колгоспу були: Забігайло М., Мельник Петро, Півхлопко У., Струс Іван, Марчак Павло, Горбатий Т. Першим головою колгоспу був Струс Василь Іванович.
Насильницька колективізація отримала впертий опір мешканців Закупної. Щоб зламати опір населення заможніші оголошувалися куркулями і їх цілими родинами висилали за межі села. В цей час було вислано 11 сімей. Розкуркулення стосувалося сімей Мельника Миколи Павловича, Медецьких та ін. Та ці заходи не давали бажаних наслідків і нормативи поставок не виконувалися. Усі ці дії комуністичного режиму призвели до падіння господарства та штучного голоду. За спогадами Маламан: вижила дивом, їли гичку, мерзлу бузину, гнилу картоплю, підлітків брали у колгосп.
У 1932–1933 селяни села пережили сталінський голодомор.
З 1931 — по 1935 в кар'єрі гори Замок було прокладено вузькоколійку. По ній за допомогою коней транспортувались навантажені вагонетки типу «Коппеля». Тут же було побудовано двоклітний бремсберг, естакада і погруз, очна рампа. Закупнянські вапнякові розробки організовані та експлуатуються з 1928 р. З 1928 по 1931 р. роботи проводились винятково ручним способом. Навантаження каменю виконувалася на наймані у населення підводи, які транспортували вапнякові брили з кар'єру до ст. Закупне, де вони завантажувалися у залізничні вагони. У 1930 р. тут працювало 3 інженери і 220 некваліфікованих робітників. У 1980-тих — 50 ІТР і 450 висококваліфікованих робітників.
Німецька окупація 1941—1944 рр.
7 липня 1941 у Закупне увійшли гітлерівські війська. Під час окупації на роботи до Німеччини було вивезено 14 чоловік. Жителі села були учасниками партизанського загону ім. Чапаєва, командиром якого був комуніст М. Т. Тоскалюк, а комісаром Й. Й. Сирваровський. У березні 1944 партизанський загін з'єднався з регулярними частинами Червоної армії та брав участь у визволенні села та району. 23 березня під горою Шибениця відбувся бій радянської розвідгрупи, значна частина якої загинула і була похоронена біля підніжжя гори в братській могилі. Закупне 24 березня 1944 було зайняте підрозділом 10 Уральського добровольчого корпусу 4 танкової армії 1 Українського фронту. Сума збитків завдана німцями колгоспу "Нове життя" становила 5 611 654 крб, а мешканцям — 5 646 264 крб. У важких умовах доводилося відбудовувати господарство, не вистачало ні робочих рук, ні техніки, ні коштів. Як наслідок був невисокий урожай 1947 р. — 8 ц. з гектара. 
У Закупному знаходиться пам'ятник з іменами полеглих у бойових діях мешканців села. За мужність та відвагу нагороджені 77 мешканців Закупної.

### Після війни
Після завершення Другої світової війни у 1946—1947 роках мешканці села вчергове пережили голод.
У 1950 були об'єднані Закупненський (ім. Андрєєва) та Кутковецький колгоспи.
1960 року до поселення приєднано село Пристанційне.
З 1966 року Закупній почало діяти промислове підприємство — Кар'єроуправління. Воно переробляло вапняковий камінь і стало одним з найбільших в районі.
У селищі — були вапняковий і комбікормовий заводи, кар'єроуправління.
Статус селища міського типу надано 1972 (селище виросло із села завдяки розробкам кам'яного кар'єру).

Марчак В. П. — перший директор закупнянської школи.
Розробка гори «Замок«
Працівники Сахкаменю, 1934 р.
Перша лабораторія «Заготзерно»

### Незалежній Україні
З 1991 року в складі незалежної України.
У 1990-х рр. припинилась діяльність плодоовочевої перевалочної бази, вапнякового заводу, кооперативу «Гірник», а також значно знизилося виробництво комбікормового заводу, змінилася форма власності на Закупненському хлібоприймальному підприємстві, воно було перейменовано на відкрите акціонерне підприємство більше 50 % акцій якого має с/т кооператив «Летава». Все це позначилося на добробуті мешканців селища, багато залишилося без роботи. 
У 1996 в Закупній відбулася газифікація. У 1998 було відкрито ринок продовольчих та промислових товарів, який відбувається по четвергах. Під час проведення земельної реформи до Закупненської селищної ради відійшло 182 га. орної землі та було утворено 3 фермерських господарства. Такими фермерами стали Марущак П. М., Петльовий П. П..
12 червня 2020 року шляхом об'єднання сільських рад, селище стало адміністративним центром Закупненської селищної громади. Об'єднання в громаду 13 сіл та одного селища має створити умови для формування ефективної і відповідальної місцевої влади, яка зможе забезпечити комфортне та безпечне середовище для проживання людей.
17 липня 2020 року, в результаті адміністративно-територіальної реформи та ліквідації Чемеровецького району, селище увійшло до складу Кам'янець-Подільського району.
8 листопада 2024 року в Закупному відбулась історико-краєзнавча конференція "Закупне в історії краю"

## Населення
Станом на 2006 рік: 1408 чоловік, 604 двори, 143 учні навчається в школі та 47 дітей відвідують дитячий садочок.
1371 мешканців 2011 року.

### Мова

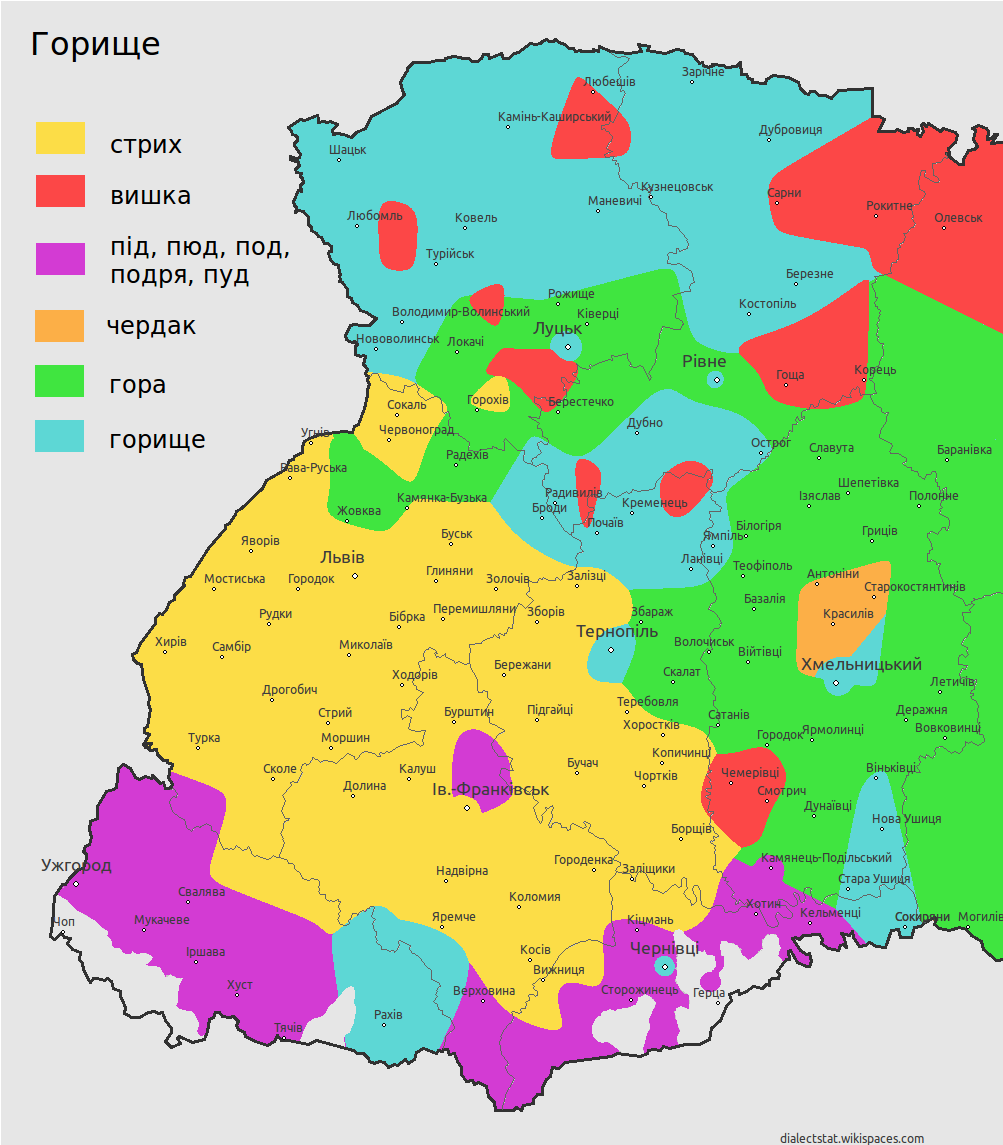
Селищі Закупне поширені такі діалекти слова «горище»: стрих, вишка, гора

У селі поширені західноподільська говірка та південноподільська говірка, що відносяться до подільського говору, який належить до південно-західного наріччя.
Розподіл населення за рідною мовою за даними перепису 2001 року:
| Мова       | Кількість | Відсоток |
| ---------- | --------- | -------- |
| українська | 1428      | 98.08%   |
| російська  | 18        | 1.23%    |
| румунська  | 7         | 0.48%    |
| білоруська | 1         | 0.07%    |
| болгарська | 1         | 0.07%    |
| єврейська  | 1         | 0.07%    |
| Усього     | 1456      | 100%     |

### Народознавство
Поширені прізвища (давні): Присяжний, Казімірко, Струс, Варениця, Ковалишин, Панасюк, Проців, Зварун, Штолько, Трач, Мадера, Курилів, Рибак, Михайлюк, Явнюк, Горбатий, Хміль, Чухрій, Прокопишин, Шомчук, Коновал, Лаблюк, Мельник, Марчак, Казімірчук, Коріньовський.
Поширені чоловічі імена (давні): Захарій, Макарій, Семен, Афанасій, Онисій, Артемій, Тимофій, Максим, Олексій, Григорій, Онуфрій, Михайло, Андрій, Марк, Евтимій.
Поширені жіночі імена (давні): Феодора, Марія, Параска, Ганна, Онисія, Меланія, Ксенія, Євгенія, Олександра, Пелагія.
Легенди
Володимир Ляхта в книжці: «Село Вахнівці...» подає переказ місцевих жителів, що Закупна була заснована трьома братами Панасюками. 
| Одного разу на Великдень пасли діти худобу в горах коло печер і гралися. Кинув багацький син шапку бідного пастушка в чорне підземелля. Гірко плачучи, хлопчик поліз у печеру за шапкою. Коли ввійшов вглиб печери, то побачив там чотирьох ставних чоловіків, які сиділи навколо великого стола і обідали. Хлопчик попросив їх віддати шапку. Вони йому її повернули та ще й дозволили набрати чого хоче: чи черепків, чи золота, що було розсипане під ногами. Хлопчик набрав черепків повну шапку і пішов до виходу. Коли він вийшов з печери, то на своє здивування побачив, що в шапці золото блищить. Другий хлопчик, син багатого, позаздрив бідному, забажав набрати золота і кинув свою шапку в печеру. Через кілька хвилин він йшов шукати свою шапку. Йому віддали шапку і звеліли набрати червінців, що лежали у кутку, але цей хлопчик побачив в іншому кутку золото, яке сяяло на всю печеру. І захотів його набрати. Йому дозволили, і він швиденько нагорнув його повну шапку та ще й напхав за пазуху, і покинув печеру. Як тільки він вийшов з печери, то побачив, що замість золота його шапка набита сміттям та черепками. І тут хлопчик почув за плечима страшний гуркіт, і коли оглянувся, то побачив, що печера завалилась. З того часу в цю печеру не може проникнути жодна душа. |
Гора Ріжок теж має свою коротку легенду, в якій говориться, про те що колись їхав чоловік волами попри Ріжок, воли повернули в іншу сторону і потонули в безодні і тепер, якщо притулити вухо на Великдень до землі, то з глибини чути, як той чоловік поганяє воли: «Цоб, цоб, цабе!»
Збереглась легенда й про гору Куциху, записана від жителів села Івахнівці, про те, що на Куцисі ріс золотий стовп. «...її прозвали гора Куциха. В ній росте «золотий стовп», але прийде змія і його з'їсть." 
Біля підніжжя товтри Довгої, є так званий Провал, з яким пов‘язано декілька переказів. Один із варіантів з давніх часів, переказ, який «ходить» в багатьох поселеннях про церкву, що провалилась під землю. Хоча, якщо постукати палкою в тім місці, то звук відчувається, як в пустоту. Є також перекази, що турки, як тікали звідси, то сховали тут золотого коня.

Вишиванка з місцевого музею
Вишиванка з місцевого музею

## Залізнична станція
Спочатку ходив один поїзд на тиждень, який доставляв товарні вантажі та пасажирів до Збруча. До 1939 р. рух поїздів здійснювався лише до лісу. Там було розгалуження у вигляді трикутника, по якому поїзди здійснювали розворот в бік Закупної. З 1939 р. почався прямий рух поїздів за р. Збуч в м. Гусятин. Під час Другої світової війни через станцію проходили здебільшого військові поїзди. У 1944 станцію було повністю знищено. Вже на другий день місцевим населенням почалася відбудова. Спочатку приміщення вокзалу було дерев'яним. У 1962 р. було побудоване нове приміщення вокзалу.

## Релігія
- Церква Святого Миколая Чудотворця (ПЦУ)

## Пам'ятки
- Водяний млин

## Персоналії
У Закупному народився український учений-фізіолог Євген Миколайович Панасюк.

## Метрична книга
Подільська губернія. Подільська єпархія. Параскевинська церква с. Кутківці Вільховецької волості Кам`янецького повіту
Записи в Метричних книгах по Параскевинській церкві с. Кутківці, з яких можна взяти відомості про народження, шлюб та смерть мешканців с. Закупне.

Метрична книга
Метрична книга

## Галерея

Хата
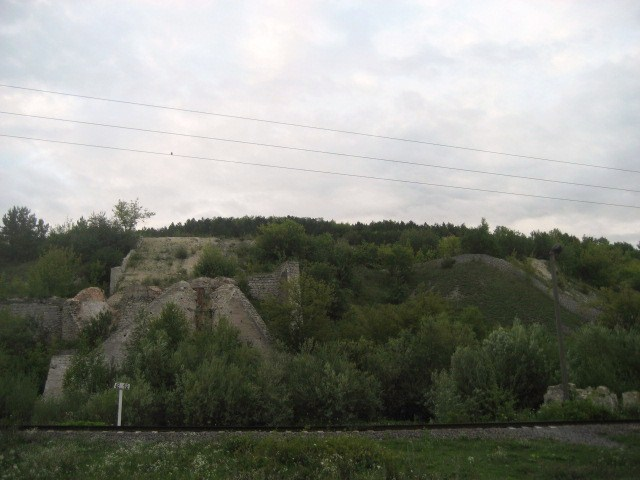
Залишки вапнярок під горою Замчисько
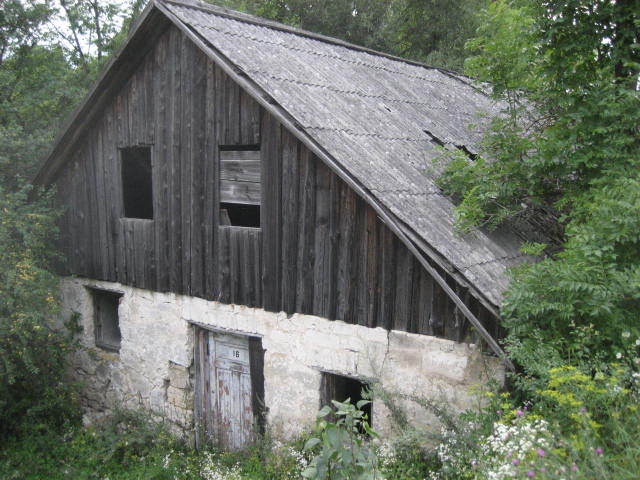
Старий млин